# Чижов, Владислав Аркадьевич

Владислав Аркадьевич (Влад) Чижо́в (род. 9 декабря 1971, Саратов, СССР) — российский телеведущий и блогер. Получил популярность после того, как стал ведущим телепередачи «Решала» на телеканале «Че», в которой он разоблачает мошенников.

## Биография
Родился 9 декабря 1971 года в Саратове. Многие источники указывают, что он родился 1 января 1972 года в Москве, однако данная информация ошибочна.
В конце 1990-х годов часто сталкивался с аферистами и мошенниками, вымогающими деньги разными способами.
В одно время[когда?], работал в правоохранительных органах, но после познания всех аспектов мошенничества и воровства, под угрозой собственной жизни был вынужден уйти. После увольнения уехал во Вьетнам.
В 2017 году стал ведущим телепередачи «Решала», выходящей на телеканале «Че!», в которой он рассказывает как противостоять мошенникам и сохранить свои деньги.
5 ноября 2019 года стартовал телепроект с участием Влада Чижова под названием «Остановите Витю!», посвящённый борцам за справедливость. Телепередача транслировалась на телеканале «Че!» до 2020 года.
В 2020 году переболел коронавирусом.
С октября по 30 декабря 2020 года был ведущим ток-шоу «Гражданская оборона» на «Первом канале».
В 2021 году принял участие в телешоу «Форт Боярд» на телеканале «СТС».
7 апреля 2025 года состоялась премьера реалити-шоу с участием Влада Чижова под названием «Влад решает» на телеканале «Че!», где с помощью актёров он показывает как работают мошеннические схемы, чтобы зрители на них не попались. В шоу у Влада Чижова появились помощники по кличкам «Техно», «Кореец» и «Кодер».

## Телевидение
- с 2017 — ведущий ряда телепередач на телеканале «Че»: «Решала», «Решала. Охота началась» (2021), «Охотники» (с 2022), «Притворщики» (с 2024) и «Влад решает» (первые четыре передачи производит «Весна Продакшн»).
- 2019—2020 — ведущий телепередачи «Остановите Витю!» на телеканале «Че».
- 2020 — ведущий программы «Гражданская оборона» на «Первом канале»[13].